# Szénalepke
A szénalepke (Coenonympha) a tarkalepkefélék (Nymphalidae) családjának egy neme.

## Nem teljes fajlista[1][2]
- Coenonympha amaryllis Stoll, 1782
- Coenonympha ampelos Edwards, 1871
- Coenonympha arcania Linnaeus, 1761 – fehéröves szénalepke
- Coenonympha arcanioides Pierret, 1837
- Coenonympha austauti
- Coenonympha caeca Staudinger, 1886
- Coenonympha california Westwood, 1851
- Coenonympha corinna Hübner, 1804 (benne: C. elbana)
- Coenonympha darwiniana Staudinger, 1871
- Coenonympha × decolorata Wagner, 1913 (= C. mahometana × C. sunbecca)
- Coenonympha dorus Esper, 1782 – déli szénalepke
- Coenonympha fettigii Oberthür, 1874
- Coenonympha gardetta de Prunner, 1798 – havasi szénalepke
- Coenonympha glycerion Borkhausen, 1788 – közönséges szénalepke
- Coenonympha haydenii Edwards, 1872
- Coenonympha hero Linnaeus, 1761 – lápi szénalepke
- Coenonympha inornata Edwards, 1861
- Coenonympha iphioides Staudinger, 1870
- Coenonympha kodiak Edwards, 1869
- Coenonympha leander Esper, 1784
- Coenonympha lyllus
- Coenonympha mahometana Alphéraky, 1881
- Coenonympha mangeri Bang Haas, 1927
- Coenonympha mongolica Alphéraky, 1881
- Coenonympha nipisiquit McDunnough, 1939
- Coenonympha nolckeni Erschoff, 1874
- Coenonympha ochracea Edwards, 1861
- Coenonympha oedippus – ezüstsávos szénalepke (eredetileg: Papilio geticus)
- Coenonympha pamphilus Linnaeus, 1761 – kis szénalepke
- Coenonympha pavonina Alphéraky, 1888
- Coenonympha rhodopensis Elwes, 1900
- Coenonympha saadi Kollar, 1849
- Coenonympha semenovi Alphéraky, 1887
- Coenonympha sinica Alphéraky, 1888
- Coenonympha sunbecca Eversmann, 1843
- Coenonympha symphita Lederer, 1870
- Coenonympha thyrsis Freyer, 1845
- Coenonympha tullia Müller, 1764
- Coenonympha tydeus Leech, 1892
- Coenonympha vaucheri Blachier, 1905
- Coenonympha xinjiangensis Chou & Huang, 1994

## Fordítás
- Ez a szócikk részben vagy egészben a Coenonympha című angol Wikipédia-szócikk ezen változatának fordításán alapul.  Az eredeti cikk szerkesztőit annak laptörténete sorolja fel. Ez a jelzés csupán a megfogalmazás eredetét és a szerzői jogokat jelzi, nem szolgál a cikkben szereplő információk forrásmegjelöléseként.